# くりぃむVS林修!クイズサバイバー
『くりぃむVS林修!クイズサバイバー』（くりぃむバーサスはやしおさむ クイズサバイバー）は、テレビ朝日系列で不定期に放送されていたクイズバラエティ番組。くりぃむしちゅーと林修の冠番組。
初回は2014年12月31日（大晦日）18:00から2015年1月1日（元日）1:30にかけて7時間半枠の年越し特番『くりぃむVS林修!年越しクイズサバイバー』として放送された。

## 概要
「芸能人チーム」とその半分の人数で構成される「知識人チーム」に分かれて、「負けたら即脱落」の早押しクイズ合戦を行う番組。
この番組の前史として、2014年3月26日に「クイズの日・ミラクル9VSQさま!!・タイムショックで最終決戦スペシャル」と題して、それぞれの番組のレギュラー・準レギュラー回答者の芸能人・文化人・有識者による対抗戦、かつ各番組の出題形態を踏襲したルールで優勝を決める番組 が企画・放送され、それから発展派生したものであり、この番組においても、「Qさま!!」「ミラクル9」「今でしょ!講座」に出演する回答者が多数参加しているが、「タイムショック」は出演者・クイズ出題とも参加していない。
初回は「年越し番組」ではあるものの、番組自体は前年12月19日に収録が行われたものであり、番組中にカウントダウンも行われなかった。また2015年年越し版もカウントダウンは行われず、これで2010年・2011年放送の『そうだったのか!池上彰の学べるニュース年またぎスペシャル!!』以来、6年連続してカウントダウンは行わなかった。だが2016年版は収録番組ではあるものの、クイズを利用してカウントダウンを行ったため、2009年放送の『年越し雑学王』（奇しくもクイズ番組）以来7年振りのカウントダウン年明けとなったものの、続く2017年版は再びカウントダウンは行われなかった。
2018年の年末分は年越し番組の役割を『よゐこの無人島0円生活』に譲る形で、大晦日から撤退して12月20日に放送されたが、この回を最後に放送がなく、現在は番組の公式HPも閉鎖されているため事実上終了したとみられる。

## 主な出演者

### 司会・リーダー
- 芸能人チーム：くりぃむしちゅー（有田哲平・上田晋也） - 6勝
- 知識人チーム→クイズ王チーム：林修 - 3勝（通常版・2勝、超・1勝）
  - クイズの出題時には、「クイズ（上田）、サバイバー（3人）。」とコールする。

### 進行アシスタント
- 久冨慶子・清水俊輔（テレビ朝日アナウンサー）
  - 久冨は「ミラクル9」（出演当時）、清水は「Qさま!!」で進行アシスタントを務めている。
- 大西洋平（テレビ朝日アナウンサー）
  - 年末SPではゲームコーナーの実況を担当。

### 解答者

#### 2014年12月31日 - 2015年1月1日

##### 芸能人チーム
- 安田美沙子
- 具志堅用高
- あばれる君
- つるの剛士
- スギちゃん
- 小島よしお
- 益若つばさ
- 香坂みゆき
- 豊田エリー
- 山崎弘也（アンタッチャブル）
- 江上敬子（ニッチェ）
- 宇梶剛士
- 柴田理恵
- 石田純一
- 宮崎美子
- 堀ちえみ
- 押切もえ
- 武井壮
- 鈴木福（※労働基準法により途中退席）
- 今井華
- 坂上忍
- 志尊淳（『烈車戦隊トッキュウジャー』）
- 平牧仁（〃）
- 梨里杏（〃）
- 横浜流星（〃）
- 森高愛（〃）
- 長濱慎（〃）
- 秋野暢子
- 的場浩司
- 大家志津香（AKB48）
- ダレノガレ明美
- マギー
- ラブリ
- 神保悟志
- 山西惇
- クロちゃん（安田大サーカス）
- HIRO（安田大サーカス）
- マイケル富岡
- ダイアモンド☆ユカイ
- 川合俊一
- 大林素子
- 波田陽区
- ダンディ坂野
- 前田健太（広島東洋カープ投手）
- 道端アンジェリカ
- 三上真史
- 吉村崇
- 六平直政
- 浜谷健司
- 安座間美優
- 松本伊代
- IVAN
- 遼河はるひ
- 真琴つばさ
- おのののか
- 吉木りさ
- 聖也

ほか

##### 知識人チーム
- 麻木久仁子
- 脊山麻理子
- 金田一秀穂
- 金田一央紀
- 勝間和代
- 有賀さつき
- 富永美樹
- 吉村作治
- 大槻義彦
- 政井マヤ
- 小島慶子
- 山中秀樹
- 森永卓郎
- K DUB SHINE
- 矢幡洋
- 有村昆
- 丸岡いずみ
- 馬場典子
- 木下博勝
- 中谷彰宏
- デーブ・スペクター
- 石原良純
- 萩谷順
- 飯田泰之
- 阿部祐二
- 東国原英夫
- 島本真衣（テレビ朝日アナウンサー）
- 大島さと子
- 門倉貴史
- 本村健太郎
- 竹内由恵（テレビ朝日アナウンサー）
- 宮川俊二
- 飯星景子
- 八田亜矢子
- 安藤和津
- 江川達也
- やくみつる
- 友利新
- 湯浅卓
- 河合敦
- 八塩圭子
- 徳光正行
- 倉田真由美
- 辛酸なめ子
- 西村賢太
- 菊地幸夫
- 泉麻人
- 門倉貴史
- 橋本大二郎
- ロバート・キャンベル

ほか

#### 2015年5月13日

##### 芸能人チーム
- 赤井沙希
- 木村（阿佐ヶ谷姉妹）
- 渡辺（阿佐ヶ谷姉妹）
- 池澤あやか
- 稲葉友
- 岩崎恭子
- 宇梶剛士
- 歌広場淳
- えなりかずき
- 大家志津香（AKB48）
- 押切もえ
- 上遠野太洸
- カブトムシゆかり
- 菊地亜美
- 具志堅用高
- 久保田磨希
- 佐藤（クマムシ）
- 長谷川（クマムシ）
- 黒沢かずこ（森三中）
- GENKING
- 坂下千里子
- 相田（三四郎）
- 小宮（三四郎）
- サンプラザ中野くん
- 斉藤（ジャングルポケット）
- 石沢（新宿カウボーイ）
- かねきよ（新宿カウボーイ）
- 杉浦太陽
- 高橋茂雄
- 高橋英樹
- 高橋ひとみ
- 武井壮
- 武田梨奈
- 田中卓志
- 棚橋弘至
- 重本ことり（Dream5）
- 高野洸（Dream5）
- ナジャ・グランディーバ
- 波岡一喜
- 江上敬子（ニッチェ）
- 近藤くみこ（ニッチェ）
- 萩原智子
- 神田（ハマカーン）
- 浜谷（ハマカーン）
- 浜ロン
- 向井慧（パンサー）
- 真壁刀義
- 真琴つばさ
- 宮崎美子
- 吉村崇（平成ノブシコブシ）

##### 知識人チーム
- 赤ペン瀧川
- 有賀さつき
- 有村昆
- 石田衣良
- 大島さと子
- 勝間和代
- 岸博幸
- 北野大
- 城戸真亜子
- 金田一央紀
- 金田一秀穂
- Kダブシャイン
- 小島慶子
- コトブキツカサ
- 富永美樹
- 長嶋一茂
- 橋本大二郎
- 八田亜矢子
- 東国原英夫
- まこと
- 丸岡いずみ
- 本村健太郎
- やくみつる
- 八塩圭子
- 矢幡洋
- 湯浅卓
- 吉田たかよし

#### 2015年10月7日

##### 芸能人チーム
- 赤井沙希
- 渡辺江里子（阿佐ヶ谷姉妹）
- アジャ・コング
- 東幹久
- 田中卓志（アンガールズ）
- 山根良顕（アンガールズ）
- 柴田英嗣（アンタッチャブル）
- 石田純一
- 稲葉友
- 歌広場淳（ゴールデンボンバー）
- 内田理央
- えなりかずき
- 蛭子能収
- 大家志津香（AKB48）
- 岡崎朋美
- オカリナ（おかずクラブ）
- ゆいP（おかずクラブ）
- 小椋久美子
- 上遠野太洸
- 木下ほうか
- 具志堅用高
- 久保田磨希
- 佐藤大樹（クマムシ）
- 長谷川俊輔（クマムシ）
- 小籔千豊
- 高橋茂雄（サバンナ）
- 小宮（三四郎）
- 重本ことり（Dream5）
- 斉藤慎二（ジャングルポケット）
- 篠原ともえ
- 石沢（新宿カウボーイ）
- 鈴木亜美
- 瀬古利彦
- 高野洸（Dream5）
- 高野人母美
- 高橋英樹
- 高橋ひとみ
- 武井壮
- 中田喜子
- ナジャ・グランディーバ
- 神田（ハマカーン）
- 浜ロン
- 向井慧（パンサー）
- 伊地知大樹（ピスタチオ）
- 小澤慎一朗（ピスタチオ）
- 吉村崇（平成ノブシコブシ）
- ボビー・オロゴン
- 宮崎美子
- 柳ゆり菜

##### 知識人チーム
- 赤ペン瀧川
- 東浩紀
- 伊沢拓司
- 勝間和代
- 川村優希
- 金田一央紀
- 金田一秀穂
- Kダブシャイン
- 小島慶子
- 関有美子
- 瀧口友里奈
- 田村正資
- 天明麻衣子
- 富永美樹
- 橋本大二郎
- 羽田圭介
- 八田亜矢子
- 馬場典子
- 東国原英夫
- 堀江貴文
- 本村健太郎
- 元谷芙美子
- やくみつる
- 矢幡洋
- 湯浅卓

#### 2015年12月31日 - 2016年1月1日

##### 芸能人チーム
- 相田周二（三四郎）
- 青木愛
- 青木淳也（ブルーリバー）
- アジャコング
- 有野晋哉（よゐこ）
- いとうあさこ
- 岩本輝雄
- 宇梶剛士
- えなりかずき
- 大久保佳代子（オアシズ）
- 大沢ひかる（『仮面ライダーゴースト』）
- 岡本玲
- お侍ちゃん
- 押切もえ
- 川原豪介（ブルーリバー）
- 久保田磨希
- 熊谷真実
- 児嶋一哉（アンジャッシュ）
- 小島よしお
- 小宮浩信（三四郎）
- ゴルゴ松本（TIM）
- 坂口佳穂
- 里崎智也
- 釈由美子
- 祥子
- 神保悟志
- 鈴木亜美
- スーパー・ササダンゴ・マシン
- 関太（タイムマシーン3号）
- 高橋茂雄（サバンナ）
- 高橋英樹
- 高橋真麻
- 貴水博之
- 武田修宏
- 武田梨奈
- 田中律子
- 多和田秀弥（『手裏剣戦隊ニンニンジャー』）
- 土屋伸之（ナイツ）
- 永野
- ナジャ・グランディーバ
- 西川俊介（『手裏剣戦隊ニンニンジャー』）
- 西銘駿（『仮面ライダーゴースト』※労働基準法により途中退席）
- 野呂佳代
- はいだしょうこ
- 塙宣之（ナイツ）
- 濱田龍臣（※労働基準法により途中退席）
- 浜ロン
- はるな愛
- ピーター
- 舟山久美子
- ぺこ
- 堀田茜
- 真琴つばさ
- 松本岳（『手裏剣戦隊ニンニンジャー』）
- 的場浩司
- 光浦靖子（オアシズ）
- 宮崎美子
- 向井慧（パンサー）
- 六平直政
- 柳喬之（『仮面ライダーゴースト』）
- 山口もえ
- 山西惇
- 山本浩司（タイムマシーン3号）
- ユージ
- 吉村崇（平成ノブシコブシ）
- りゅうちぇる
- レッド吉田（TIM）
- 渡辺江里子（阿佐ヶ谷姉妹）

##### 知識人チーム
- 赤ペン瀧川
- 新井恵理那
- 有賀さつき
- 伊沢拓司
- 大島さと子
- 勝間和代
- 城戸真亜子
- 金田一央紀
- 金田一秀穂
- K DUB SHINE
- 小島慶子
- コトブキツカサ
- 小林至
- 春風亭昇吉
- 高木里代子
- 天明麻衣子
- 徳光和夫
- 徳光正行
- 富永美樹
- 橋本大二郎
- 羽田圭介
- 八田亜矢子
- 羽鳥慎一
- 馬場典子
- 東国原英夫
- 堀江貴文
- 舛添要一
- 本村健太郎
- 元谷芙美子
- 森崎友紀
- やくみつる
- 矢幡洋
- 湯浅卓
- 渡部陽一

#### 2016年6月29日

##### 芸能人チーム
- 秋野暢子
- 安藤なつ（メイプル超合金）
- 市川春猿
- いとうあさこ
- 岩崎恭子
- えなりかずき
- 大倉士門
- 大家志津香（AKB48）
- 大和田伸也
- 大和田獏
- 岡本玲
- 押切もえ
- カズレーザー（メイプル超合金）
- 狩野英孝
- 臥牙丸
- 久保田磨希
- 熊谷真実
- 具志堅用高
- 小島よしお
- 才木玲佳
- 斎藤司（トレンディエンジェル）
- 清水聡
- 関太（タイムマシーン3号）
- 高橋茂雄（サバンナ）
- 高橋英樹
- 滝沢カレン
- 武井壮
- 立石晴香（『動物戦隊ジュウオウジャー』）
- 豊ノ島
- 中尾暢樹（『動物戦隊ジュウオウジャー』）
- ナジャ・グランディーバ
- ナダル（コロコロチキチキペッパーズ）
- 南羽翔平（『動物戦隊ジュウオウジャー』）
- 新妻聖子
- 濱田龍臣
- 浜ロン
- ハリウッドザコシショウ
- ピーター
- FISHBOY
- 藤田ニコル
- 水森かおり
- 峯岸みなみ（AKB48）
- 宮崎美子
- 山崎銀之丞
- ゆりやんレトリィバァ
- 横澤夏子
- 吉村崇（平成ノブシコブシ）
- りゅうちぇる（※仕事の都合により途中退席）
- レイザーラモンRG（レイザーラモン）
- 渡辺江里子（阿佐ヶ谷姉妹）

##### 知識人チーム
- 新井恵理那
- 伊沢拓司
- 石原良純
- 勝間和代
- 城戸真亜子
- 草野満代
- グローバー
- Kダブシャイン
- コトブキツカサ
- 椎木里佳
- 春風亭昇吉
- DaiGo
- 竹俣紅
- デーブ・スペクター
- 橋本大二郎
- 羽田圭介
- 八田亜矢子
- 東国原英夫
- 丸田佳奈
- 三浦奈保子
- メイリー・ムー
- 本村健太郎
- モーリー・ロバートソン
- やくみつる
- 湯山玲子
- 吉木誉絵

#### 2016年12月31日 - 2017年1月1日

##### 芸能人チーム
- 麻丘めぐみ
- アジャコング
- あばれる君
- 酒井健太（アルコ&ピース）
- 平子祐希（アルコ&ピース）
- 飯尾和樹（ずん）
- 池田美優
- 大久保佳代子（オアシズ）
- 大和田伸也
- 大和田獏
- 押切もえ
- 小野了
- カズレーザー（メイプル超合金）
- 河村美咲
- 具志堅用高
- 久保田磨希
- 熊谷真実
- 小池美由
- 児嶋一哉（アンジャッシュ）
- 小島よしお
- 駒田徳広
- 斉藤慎二（ジャングルポケット）
- 斎藤司（トレンディエンジェル）
- 栄和人
- 崎本大海
- 佐藤エリ
- 佐藤美希
- 里崎智也
- 澤山裕仁（なんぶ桜）
- 釈由美子
- 祥子
- スーパー・ササダンゴ・マシン
- 関太（タイムマシーン3号）
- 山本浩司（タイムマシーン3号）
- 高橋茂雄（サバンナ）
- 高橋英樹
- 高橋ひとみ
- 高橋真麻
- 武井壮
- 武田翔太
- タクヤ（4号車）（超特急）
- ユーキ（5号車）（超特急）
- 國島直希（動物戦隊ジュウオウジャー）
- 立石晴香（動物戦隊ジュウオウジャー）
- 中尾暢樹（動物戦隊ジュウオウジャー）
- 南羽翔平（動物戦隊ジュウオウジャー）
- 柳美稀（動物戦隊ジュウオウジャー）
- 渡邉剣（動物戦隊ジュウオウジャー）
- 瀧上伸一郎（流れ星）
- ちゅうえい（流れ星）
- 波岡一喜
- 濱田龍臣
- 浜ロン
- バービー（フォーリンラブ）
- ハリウッドザコシショウ
- ハリー杉山
- 平井”ファラオ”光（馬鹿よ貴方は）
- ピーター
- 藤田ニコル
- ベック
- 宝城カイリ
- 堀田茜
- 小林豊（BOYS AND MEN）
- 水野勝（BOYS AND MEN）
- 槙原寛己
- 真琴つばさ
- 松村邦洋
- 的場浩司
- 丸山桂里奈
- 宮崎美子
- mirei
- もえのあずき
- 山口良一
- 山中崇史
- 山西惇
- 吉村崇（平成ノブシコブシ）
- 遼河はるひ
- コカドケンタロウ（ロッチ）
- 中岡創一（ロッチ）
- 渡辺江里子（阿佐ヶ谷姉妹）

（※途中メンバーチェンジあり、計80人）

##### 知識人チーム
- 新井恵理那
- 伊沢拓司
- 石原良純
- 伊藤聡子
- 伊藤由美
- UZI
- 宇都宮健児
- おときた駿
- 城戸真亜子
- 草野満代
- グローバー
- Kダブシャイン
- 小島慶子
- コトブキツカサ
- 塩地美澄
- 春風亭昇吉
- テラシマニアック
- 富永美樹
- 橋本大二郎
- 八田亜矢子
- 羽鳥慎一
- 春香クリスティーン
- 東国原英夫
- 藤原倫己
- プリティ長島
- 堀江貴文
- 牧野結美
- 三浦奈保子
- 三輪記子
- 宮島咲良
- メイリー・ムー
- 本村健太郎
- モーリー・ロバートソン
- やくみつる
- 矢幡洋
- 山崎秀鴎
- 湯浅卓

（※途中メンバーチェンジあり、計37人）

#### 2017年6月28日（超クイズサバイバー）

##### 芸能人チーム
- 新井恵理那
- 飯尾和樹（ずん）
- 稲村亜美
- 岩崎恭子
- 岩永徹也
- 宇梶剛士
- UZI
- 歌広場淳（ゴールデンボンバー）
- 大島さと子
- 大家志津香（AKB48）
- 大和田獏
- 岡田紗佳
- カズレーザー（メイプル超合金）
- 石田たくみ（カミナリ）
- 竹内まなぶ（カミナリ）
- 久保田磨希
- 具志堅用高
- Kダブシャイン
- 小島慶子
- コトブキツカサ
- 斉藤慎二（ジャングルポケット）
- 斎藤司（トレンディエンジェル）
- 酒井健太（アルコ&ピース）
- 沢松奈生子
- 澤山裕仁（なんぶ桜）
- サンシャイン池崎
- 釈由美子
- 高橋茂雄（サバンナ）
- 武井壮
- 竹俣紅
- 辰巳琢郎
- 棚橋弘至
- 天明麻衣子
- 中尾暢樹
- 石田明（NON STYLE）
- 井上裕介（NON STYLE）
- 八田亜矢子
- 東国原英夫
- 藤井サチ
- 三浦奈保子
- 宮川一朗太
- 宮崎美子
- メイリー・ムー
- 本村健太郎
- モーリー・ロバートソン
- やくみつる
- 山村紅葉
- 吉村崇（平成ノブシコブシ）
- りゅうちぇる
- 渡邉剣

##### クイズ王チーム
- 伊沢拓司（高校生クイズ2連覇）
- 奥畑薫（競技クイズ日本一決定戦 初代王者）
- 篠原かをり（女子大生No.1クイズ王）
- 鈴木淳之介（2017年 学生クイズ日本一）
- 為季正幸（2016年「東日本早押王決定戦」優勝）
- 徳久倫康（2016年 競技クイズ年間王者）
- 長戸勇人（ウルトラクイズ伝説の王者）
- 廣海渉（京大出身の最強クイズドクター）
- 山内奈緒子（クイズ界最強の主婦）
- ワロドム・ジアムサクン（タイ人初「アタック25」優勝）

#### 2017年12月31日 - 2018年1月1日（超クイズサバイバー）

##### 芸能人チーム
- アイクぬわら（超新塾）
- 東幹久
- アニキ（ペンギンズ）
- 阿部亮平（ジャニーズJr.）
- 新井恵理那
- 酒井健太（アルコ&ピース）
- 平子祐希（アルコ&ピース）
- 安藤和津
- アンミカ
- 石原良純
- 犬山紙子
- 岩永徹也
- 歌広場淳（ゴールデンボンバー）
- UZI
- 大鶴義丹
- 大家志津香（AKB48）
- 大和田獏
- 岡田圭右（ますだおかだ）
- 岡田紗佳
- おときた駿
- お侍ちゃん
- 小野了
- 神奈月
- 久保田磨希
- 熊谷真実
- グローバー
- Kダブシャイン
- 小島よしお
- コトブキツカサ
- カズレーザー（メイプル超合金）
- 具志堅用高
- 小林豊（BOYS AND MEN）
- 斎藤司（トレンディエンジェル）
- 佐野ひなこ
- 柴田英嗣（アンタッチャブル）
- 柴田理恵
- 関太（タイムマシーン3号）
- 山本浩司（タイムマシーン3号）
- 高橋茂雄（サバンナ）
- 高橋英樹
- 高橋真麻
- 高見侑里
- 竹俣紅
- チャンカワイ（Wエンジン）
- 出川哲朗
- 永里優季
- 天明麻衣子
- 東大ヤンキー澤山
- 永里優季
- 橋下大二郎
- 八田亜矢子
- ハリー杉山
- 東国原英夫
- ピーター
- FISHBOY
- ノブオ（ペンギンズ）
- 本田剛文（BOYS AND MEN）
- 本間朋晃
- 真壁刀義
- 松嶋桃
- 三浦奈保子
- 水野勝（BOYS AND MEN）
- 美保純
- 宮崎美子
- 安藤なつ（メイプル超合金）
- 本村健太郎
- モーリー・ロバートソン
- やくみつる
- 山西惇
- 吉村崇（平成ノブシコブシ）
- りゅうちぇる
- 渡辺大

##### クイズ王チーム
- 伊沢拓司
- 石野まゆみ
- 奥畑薫
- 篠原かをり
- 高野望
- 徳久倫康
- 長戸勇人
- 廣海渉
- 深澤岳大
- 御手洗伸
- 武藤大貴
- ワロドム・ジアムサクン

#### 2018年6月21日（超クイズサバイバー）

##### 芸能人チーム
- 東ちづる
- あばれる君
- 新井恵理那
- 安藤なつ（メイプル超合金）
- アンミカ
- 岩崎恭子
- 岩永徹也
- 歌広場淳（ゴールデンボンバー）
- 大原優乃
- 大家志津香（AKB48）
- 岡島秀樹
- 岡田圭右（ますだおかだ）
- 春日俊彰（オードリー）
- カズレーザー（メイプル超合金）
- 加藤ナナ
- ガリベンズ矢野
- 具志堅用高
- グローバー
- Kダブシャイン
- 小島よしお
- コトブキツカサ
- 斎藤司（トレンディエンジェル）
- 佐藤エリ
- 里崎智也
- 佐野ひなこ
- サンシャイン池崎
- 春風亭昇々
- 鈴木あきえ
- 惣田紗莉渚（SKE48）
- 副島淳
- 高橋茂雄（サバンナ）
- 高橋英樹
- 武井壮
- 棚橋弘至
- ダンカン
- 徳永ゆうき
- 中田喜子
- 長濱ねる（欅坂46）
- 濱田龍臣
- 林家つる子
- 東国原英夫
- 藤田富
- 本田剛文（BOYS AND MEN）
- 松尾貴史
- 松嶋桃
- 水野勝（BOYS AND MEN）
- りゅうちぇる
- リンゴ（ハイヒール）
- 渡辺江里子（阿佐ヶ谷姉妹）
- わちみなみ

##### クイズ王チーム
- 伊沢拓司
- 石野まゆみ
- 大美賀祐貴
- 奥畑薫
- 加瀬主税
- 高野望
- 徳久倫康
- 長戸勇人
- 深澤岳大
- ワロドム・ジアムサクン

#### 2018年12月20日（超クイズサバイバー）
★は、途中で脱落（強制帰宅）した出演者。

##### 芸能人チーム
50人中25人が脱落（強制帰宅）
- 東ちづる★
- 新井恵理那★
- 安藤なつ（メイプル超合金）★
- 岩永徹也★
- 歌広場淳（ゴールデンボンバー）
- 浦田直也（AAA）
- 大家志津香（AKB48）★
- 岡田紗佳★
- 小倉優香
- 小野了★
- 春日俊彰（オードリー）
- カズレーザー（メイプル超合金）★
- 木村美穂（阿佐ヶ谷姉妹）
- 具志堅用高
- 久保田磨希
- 熊谷真実
- Kダブシャイン★
- 古坂大魔王★
- 児嶋一哉（アンジャッシュ）★
- 小手伸也
- コトブキツカサ★
- 小林豊（BOYS AND MEN）★
- 斉藤慎二（ジャングルポケット）★
- 斎藤司（トレンディエンジェル）
- サンシャイン池崎★
- 関太（タイムマシーン3号）★
- 副島淳★
- 高橋茂雄（サバンナ）
- 田中卓志（アンガールズ）★
- チャンカワイ（Wエンジン）★
- 寺田農
- 東大ヤンキー澤山
- 徳永ゆうき★
- 中田喜子
- 長濱ねる（欅坂46）
- 波岡一喜
- 濱正悟★
- 東国原英夫
- 本田剛文（BOYS AND MEN）
- 前田航基★
- 枡田絵理奈★
- 松嶋桃
- 宮崎美子★
- 向井地美音（AKB48）
- 山西惇
- 吉村崇（平成ノブシコブシ）
- りゅうちぇる
- リンゴ（ハイヒール）
- 渡辺江里子（阿佐ヶ谷姉妹）★
- 渡辺満里奈

##### クイズ王チーム
10人中3人が脱落（強制帰宅）
- 伊沢拓司
- 石野まゆみ
- 奥畑薫★
- 鈴木淳之介
- 徳久倫康
- 長戸勇人★
- 東言
- 東問★
- 深澤岳大
- ワロドム・ジアムサクン

## 放送内容
くりぃむしちゅーが率いるお笑い芸人・モデル・俳優など芸能人50人 と、林修が率いる学者・評論家・フリーアナウンサーなどの知識人25人 が早押しクイズで対決する。
早押しステージ 基本ルール
各ステージごとにジャンル・形式×かんたん・ふつう・むずかしいで表される3段階の難易度の問題セットが用意されている（初回は5ジャンル15セット、第2回は3ジャンル9セット）。最初にオープニングクイズの勝者や出題ジャンル的に不利なチームが先攻として問題セットを指定する。ただし、1ジャンル内ではかんたん→ふつう→むずかしいの順に消化しなければならない(第3回は9ジャンル9セット、第4回、第5回は8ジャンル8セット、第6回は6ジャンル6セットで、難易度の設定はなかった）。
問題は全問早押しクイズで行われ、正解したチームに1ポイント。解答権は1人につき同一問題セット内で1回のため、正解・お手付き誤答でそのセット内の解答権は無くなる。
先に3ポイント先取したチームの勝利。負けたチームは第2回までは難易度に応じた人数（難易度が高いほど減る人数も多くなる）、第3回からはセット数に応じた人数（進むにつれて多くなる）をキャプテンが選び、脱落させなければならない。脱落した解答者は別スタジオの脱落者ルームへ移動。そのステージが終了するまで復帰できない。
また、途中で「サプライズ」としてランダムにイベントが発生し、「半分脱落サプライズ（難易度に関わらず負けたチームの人数が半減）」「30人脱落サプライズ（難易度に関わらず負けたチームが30人脱落）」「一発勝負（このセットのみ3ポイント勝負から1問勝負に）」する場合がある。
第4回では両チームに「脱落者2倍チケット」が1枚ずつ与えられていて、これを使ったセットで勝てば、相手チームは本来の2倍の人数脱落する事になる。但し、使えるのは番組全体で1回だけである。
第5回、第6回では1問毎に各チーム解答権5回まで
脱落者の選定は芸能人チームはステージごとにテレビ朝日スタッフや一般人に事前に取ったアンケート（第5回では吉田沙保里が1ステージのみ順位付けを行った）の下位から順に選出。知識人チームは事前ペーパーテストや事前アンケート・事前チェックなどから林が独断で選出。これを繰り返し、相手チームを全員脱落させることが出来たチームの勝利。
がまんサバイバー（初回で実施）
がまんゲーム（CO2ガス噴射つき円柱しがみつき、徐々に早くなるルームランナー、水中息止め）にチーム代表者2～3人が挑み、制限時間いっぱいまで耐え切るか、全員が途中でリタイアするまでの間、解答する側のチーム代表者3人が1問多答クイズに答える。全部で3セット行い、合計解答数の多いチームが勝利。
3択サバイバル
全員参加の3択問題に解答し、正解者は残留・不正解者は即脱落となる。先に相手チーム全員が脱落するか、全問終了時に人数が多いチームの勝利。生き残った人数が同数か、両チーム同時に全滅した場合は引き分け。
代表選抜3VS3（「ヒントでピント」16分割問題）
1問ごとに両チームの代表者が3人ずつ登場し、VTR（『ヒントでピント』16分割問題）を見ながらの早抜けクイズで対決。答えがわかった時点で書いてからボタンを押し、正解なら勝ち抜け。先に3人全員正解した方が1勝となる。
第3回ではそのステージの問題の過半数（全3問なら2問）を制したチームがラウンド勝利。第4回では1勝するたびに賞金10万円が積み立てられる。
ストラック アタック25
ストラックアウトと『パネルクイズ アタック25』のフィルムクイズを融合したクイズ。各チーム1問ごと交互に、3人の代表者が挑戦する。
最初に30秒の間にボールを投げ、5×5の25枚で作られたストラックアウトのパネルを射抜いた（横のみ2枚抜きが可能）。球数は無制限。タイムアップ後、ラストチャンスとしてさらに1人1球を投げ、最終的なパネルを決定する。
続いてアタック25のフィルムクイズに挑戦。ただし、獲得したパネルの位置しか映像が見えない本家同様、先ほどのストラックアウトで射抜いたパネルしか見ることができない。正解すれば積立金10万円獲得。
代表選抜グルメ駅伝
両チームの代表者3人が駅伝形式で行い、人気料理ランキングベスト5のうち、先に3項目当てれば1勝、そのたびに賞金10万円が積み立てられる。ただし、完食（口の中に残っていてはダメ）しなければ、解答ボタンは押す事が出来ない。また、正解・不正解に関わらず、次の解答者に交代となる。
代表選抜3OUTクイズ
両チームの代表者6人が挑戦。2つのジャンルが用意されていて先攻のチームが好きな方を選び、後攻は残った方。挑戦するチームは向かって左から順番に画面に表示された物の名前を答える。3人連続不正解で強制終了。5周して30問に到達できたら10万円積み立てられる。（両チームとも30問に到達した場合、正解数の多い方のみ10万円積み立て）
代表選抜ドキドキ多数決3択クイズ
芸能人チームから5人、知識人チームから3人代表者を出す。2択の問題を出題し、ボタンで回答。一斉にオープンし、各チームごとに多数派がそのチームの答えとなる。正解が多数派ならその人数がポイントとなる（逆に少数派が正解なら0ポイント）先に15ポイントに到達した方が勝利で10万円積み立てられる。
ボーナスクイズ（年越しクイズサバイバーで実施）
大物有名人が番組から出されたチャレンジに挑戦する映像が流れ、それが成功するか否かをチームキャプテン、もしくはチームキャプテンから指名された解答者（脱落した人も可）が解答。正解すれば自チームが優勝時に獲得できる賞金に10万円が上乗せされる。
第1回では1ステージごとに2問出題。また、ステージの結果が引き分けだった場合は両チームに1問ずつ出題。第4回では1問出題。
春の陣・秋の陣ではボーナスクイズは無く、勝ったチームに10万円が積み立てられる。
年越しカウントダウンリレー（2016年年越しで実施）
両チームから15人ずつ代表者を出す。まず最初の解答者が解答席に立ち、23:45（あと15分）になったところで一問多答クイズが出題され、解答者は目の前のモニターに回答を書く（正解した回答は2度書いてはいけない）。1分立って23:46になったら双方とも次の解答者に交代し、新たな一問多答筆記クイズに挑戦する。これを繰り返し、最後は23:59になった所で最後（15番目）の解答者がクイズに挑戦、そしてカウントダウン→新年と共にクイズ終了。最終的に合計正解数の多いチームが勝ち、10万円積み立て。
ファイナルステージ 1対1早押しクイズ
各チーム通常の5分の1の人数の代表者に加え、これまでのステージ勝利数と同じ数だけの解答者を選抜（第3回は勝利数による追加は無し、第5回、第6回は早押しステージの勝利数分のみ追加）。また、最終解答者として各チームのキャプテン（有田・林）も参加。
代表者同士による早押しクイズを行い、正解者は残留、負けた人は次の解答者へ交代。お手付き誤答はその問題の解答権なし。両者不正解の場合は仕切り直して次の問題が出題される。
相手チーム全員を全滅させたチームの勝利。賞金として100万円+ボーナスクイズで積み立てた賞金を獲得。
賞金独り占めチャンス
優勝賞金を全額独り占めできる解答者を決めるクイズ。勝利チーム全員とキャプテン（芸能人チームはくりぃむしちゅーの2人が別々に解答）が近似値クイズに解答。正解に一番近かった解答者が優勝賞金100万円と積み立て金を獲得。

## 超クイズサバイバー
2017年6月28日からは、この番組の派生である『くりぃむVS林修！超クイズサバイバー』が放送されている。通常版はくりぃむしちゅー率いる芸能人50人（初回のみ100人）、林修率いる知識人25人（初回のみ50人）であるのに対し、超 - はくりぃむしちゅーが率いるのは芸能人50人で変わらないが、林修が率いるのがクイズ王10人となった。よって両チームの人数差が更に広まった。なお、通常版で知識人チームとして参加していた解答者（一部を除く）は芸能人チームに編入された。また、早押しステージは100問と設定され、1問正解につき1万円が正解者のいるチームに賞金が積み立てられ、「ファイナルステージ 1対1早押しクイズ」を制したチーム全員がこれまで獲得した積み立て金額と100万円をかけて「賞金独り占めチャンス」に挑んだ。2017年越しSPまでにおいて、超クイズサバイバーの勝利チームは｢芸能人チーム｣のみであったが、2018年6月21日の分にて、林が有田との一騎打ちを制し、クイズ王チームが勝利した。ただ、賞金独り占めクイズは行われなった。

### 2017年の「超クイズサバイバー 年越しSP」追加ルール
- どちらかのチームが4問連続正解した場合、相手を1人脱落させられる。
  - 3問連続正解した時点でチームキャプテンが相手チームの誰かを脱落者に指名し、指名したチームの誰かが正解すると、次の問題以後のステージ全問終了まで解答権がなくなる。（50問を1ステージとする）
- さらに、「ファイナルステージ 1対1早押しクイズ」を制したチームの賞金は積み立て金額のみになる。（その代わり、出題される問題は200問となっている）

### 忖度クイズ
2017年の流行語忖度にちなんだクイズ形式。
はじめに芸能人チームの中から番組プロデューサーが「大御所だから」「人気者だから」などの理由で選んだ正解してほしい回答者が指名され、その回答者が最も得意とするジャンルからクイズを出題する。
芸能人チームは指名された解答者以外が正解してもよいが、多くの回答者はプロデューサーの思いを忖度してボタンをあえて押さないことが名前の由来である。

### 2018年の「負けたら即帰宅! 超クイズサバイバー」追加ルール
- 全4ステージ制。脱落した場合は強制帰宅となり、その時点で次の問題以後の番組終了まで解答権が全く無くなり、これ以上番組に出演する事すら出来ない。さらにチームが優勝した場合も賞金を貰う事が出来ない。
- 1stステージの早押しステージは芸能人チームは上田と有田が交互にくじで脱落候補を選び、クイズ王チームが正解した場合は脱落候補が即脱落。芸能人チームが正解すれば脱落候補は「脱落回避」となり1stステージでの脱落はなくなる。また脱落候補者以外の正解であれば正解した人も1stステージでの脱落はなくなる。（くじで引かれたとしても無効となる。）
- 「忖度クイズ」は忖度クイズ指名者がクイズ王チームから1人を指名、その解答者が最も得意とするジャンルで1対1の早押し対決。指名された人が正解すれば脱落回避。ただし、クイズ王チームが正解した場合、忖度クイズ指名者が強制帰宅となる。
  - 「忖度クイズ」の対象者がくじで引かれた場合は「忖度クイズ」を行うか、通常の全員による早押しのどちらを行うか選ぶことができる。
- 2ndステージは芸能人チーム4人・クイズ王チーム2人による「平成ランキングリーダー連想漢字クイズ」。平成に関するランキングの空欄をリーダーの漢字1文字（答えに使われている漢字はNG）をヒントをもとに解答する。芸能人チームが正解した場合、参加したクイズ王のうち1人がくじで選ばれ、選ばれた人は即脱落となる。
- 3rdステージはリーダーが問題を選択できる「リーダー問題選択クイズ」。どちらかのチームが2問連続正解した場合、相手を1人脱落させられる。1問正解した時点で相手チームの脱落候補をくじで決める。
- 「ファイナルステージ 1対1早押しクイズ」は脱落しなかった全員+リーダー（芸能人チームは有田・クイズ王チームは林）が参加。問題文が読まれ、その後で三択の選択肢が読まれるのはこれまでと同じだが、従来の勝ち抜き方式ではなく、正解した人はチームの列の最後尾に並び、次の人と交代する方式である（リーダーは従来通り、アンカーとして登場する）。問題ジャンルは6種類（都道府県、スポーツ等）用意され、それぞれが順番に出題される。「ファイナルステージ 1対1早押しクイズ」を制したチームの賞金は100万円を脱落していない人全員で山分けする。

## スタッフ
超 第4回（2018年12月20日）時点
- ナレーション：服部伴蔵門
- 出題：山田真一（以前はナレーション）
- 構成：興津豪乃、矢野了平、竹村武司、水野圭祐、中村聡
- TM：福元昭彦（テレビ朝日）
- TD：石渡剛（超 第4回、超 第3回はカメラ）
- カメラ：斉藤紘志（超 第4回）
- VE：伊藤和博（超 第4回、以前も担当）
- 音声：江尻和茂
- 照明：小倉康裕（超 第4回、以前も担当）
- PA：宇都宮晋也（超 第2回 - ）
- 美術：井磧伸介
- デザイン：山下高広
- 美術進行：吉居真夏、清水基恵
- 大道具：山本一夫
- 小道具：石川将太（超 第4回、以前も担当）
- 電飾：田中徳一
- システム：西尾亘平
- 装飾：武村沙織
- 特効：釜田智志
- モニター：粟野熊太（超 第4回）
- メイク：川口カツラ店
- 衣装（超 第2回 - ）：杉崎康夫（超 第2,3回）
- CG：原田甫（第6回、超 第2回）
- 編集：小原洋一、森川隆孝
- MA：宝月健
- 音効：小平英司（M-TANK）、堺慶史郎（M-TANK）
- TK：夏目理恵子（超 第2回 - ）
- デスク：小林裕美子
- 編成：三浦靖雄・芝高啓介（テレビ朝日、2人共→超 第4回）
- 宣伝：西田沙希（テレビ朝日、超 第2回-）
- 技術協力：テイクシステムズ、テレテック、ロッコウ・プロモーション（3人共→超 第4回）
- 協力：東京オフラインセンター（超 第4回）
- 制作協力：タイクス、ロール・ワン、ホリプロ、ズームエンタープライズ、フロンティアーズ、ブルースモービル（フロンティア・ブルー→超 第3,4回）
- リサーチ：伊藤匡（第6回、超 第2回）
- FD：福岡和哉
- AD：臼杵優士（第5,6回、超 第3,4回）、篠宮康希（テレビ朝日、超 第4回）
- AP：山田裕子、三ツ木景、山森菜摘（山森→第6回はAD）、葆積洋介（葆積→超 第4回）
- ディレクター：長戸洋明、鈴木雅貴（鈴木→超 第4回、超 第2,3回はAD）、稲村隆■、三浦信一●、冨山莉己●、豊後翼■、池田智宏■、間瀬雄亮（●がつく者→第6回 超 第2回-、■がつく者→超 第3,4回、間瀬→超 第4回）
- 演出：郷力大也（テレビ朝日、以前はディレクター）
- プロデューサー：高橋正輝（テレビ朝日、以前は編成）、遠藤由一郎（テレビ朝日）、加藤和廣（TIXE）、林田竜一（ロール・ワン）、山田淳子（TIXE）、辰野玲（ホリプロ、超 第2回、以前はAP）、亀森幸二（フロンティアーズ）、井上淳矢（ブルースモービル）（遠藤・亀森・井上→超 第3回）
- ゼネラルプロデューサー：畔柳吉彦・樋口圭介（テレビ朝日）
- 制作著作：テレビ朝日

### 過去のスタッフ
- ナレーション：小口貴子、山本小百合、奥田民義、杉本るみ、山寺宏一
- TD：外川真一（第6回、超 第2回）、古橋稔（超 第3回）
- カメラ：保坂建一、藤原朋巳、西村佳晃、平間隆啓、蝦名岳文（蝦名→第6回）、佐藤邦彦、保泉達也（佐藤・保泉→超 第2回）
- VE：永洞栄子、平田荘之介、木島洋（木島→一時離脱►復帰）、竹内達史（第6回、超 第2回）、山田由香（超 第3回）
- 音声：清水美都子、中田孝也（中田→第6回、超 第2回）
- 照明：渡辺敦、中本明人（中本→第6回）、松原政幸（超 第2回）、越前充弘（超 第3回）
- PA：石渡洋志
- デザイン：加藤由紀子
- 美術進行：三木晴加
- 大道具：吉村宏嗣
- 小道具：鈴木麻美子、石井琢也（石井→超 第3回）
- システム：鈴木絢
- モニター：鈴木久、佐々木善英（佐々木→超 第2,3回）
- CG：松島佑樹
- 編集：西巻勇樹、堤剛志、米澤武史
- MA：阿部哲也、岩野博昭、佐藤龍志、赤津英彰（赤津→第6回、超 第2回）
- 音効：neo、斉藤信之、波多野精二（ラビットムーンオフィス）、若林雄二（ZACK）
- TK：竹田和美、吉条雅美、村田理美、毛利弘子、池田真梨絵、高橋由佳（池田・高橋→第6回）、上原美華（超 第2回）
- 編成：吉川徹、大沢解都、須藤なぎさ、瀧川恵、高崎壮太（瀧川・高崎→超 第2,3回）
- 宣伝：椿本晶子、樽井勝弘、佐々木智世（佐々木→第6回）
- 制作協力：メディア・バスターズ、東通企画、ViViA、モティ&サティ、ブームアップ（ブーム→超 第3回まで）
- AD：堀雅哉、秋山真彦、藤森達也、野尻由紀子、近藤優太、本間美雪、寒川拓郎、秋山直、小林直機、駒奈穂子、横山英之、増田奈緒美、南口祥子、岩崎ちひろ、鍛治一樹、青山礼（小林→第5,6回、駒・横山→第6回、増田→第6回、超 第2回、南口〜青山→超 第2回）
- AP：樋口玲、伊部千佳子、藤井貴代美、田上明日香、久野木麻子、石坂久美子、土屋慶太、馬越脇弘章、小嶋悠介、今橋慎也、澤田晋、西あかね、濱川祐美（濱川→超 第3回まで）
- ディレクター：藤本達也、亀田剛、松木大輔、片野正大、石田瑞恵、大野剛史、徳舛充人、篠原崇、北野貴章、田中基樹、大澤宏一郎、橋詰圭太、大谷真也、野上貢、中西正太、近藤正紀、舟橋政宏、長崎玲史、中山康司、吉江智宏、畠山拓真、山本恵至、岩田周人、山崎新平、須磨洋太、伊差川竜也、高山利成、小松隼人⚫、三浦正幸⚫、伊澤洋介⚫、白根伸一⚫、齋藤裕弘⚫、牛込剛●、米山聡●、渡辺知明、川田創、野村緑、竹内潤○、窪田聡也○、金子大輔、酒井貴雄、川嶋和成、横山瑛之■、井筒栄志•、西尾智仁■、宮本貴資■、須磨洋太■、吉田尚行■（⚫がつく者→第6回、●がつく者→第6回、超 第2回、○がつく者→超 第2回、■がつく者→超 第3回）
- 演出：小田隆一郎（テレビ朝日）
- プロデューサー：松野良紀・佐宗威史・菅原悠平・金井大介（テレビ朝日）、岩見ゆう子、山北剛士、三枝英治・神成欣哉（神成→第6回）（ズームエンタープライズ）、高家宏明・秋丸桃香（モティ&サティ）、田辺わたる（ブームアップ）

## 放送リスト
| 回                      | 放送日                               | タイトル                                                                             | 勝利チーム     | 優勝賞金全額獲得者              |
| ----------------------- | ------------------------------------ | ------------------------------------------------------------------------------------ | -------------- | ------------------------------- |
| 第1回                   | 2014年12月31日 水曜日 18:00 - 翌1:30 | くりぃむVS林修!年越しクイズサバイバー                                                | 芸能人チーム   | 遼河はるひ                      |
| 第2回                   | 2015年5月13日 水曜日 19:00 - 21:48   | くりぃむVS林修!早押しクイズサバイバー2015春                                          | 芸能人チーム   | サンプラザ中野くん              |
| 第3回                   | 2015年10月7日 水曜日 19:00 - 21:48   | くりぃむVS林修!早押しクイズサバイバー2015秋                                          | 知識人チーム   | 本村健太郎                      |
| 第4回                   | 2015年12月31日 木曜日 18:00 - 翌1:00 | くりぃむVS林修!年越しクイズサバイバー2015                                            | 芸能人チーム   | 光浦靖子 （オアシズ）           |
| 第5回                   | 2016年6月29日 水曜日 19:00 - 21:48   | くりぃむVS林修!早押しクイズサバイバー2016年夏                                        | 芸能人チーム   | カズレーザー （メイプル超合金） |
| 第6回                   | 2016年12月31日 土曜日 18:00 - 翌1:00 | くりぃむVS林修!年越しクイズサバイバー2016                                            | 知識人チーム   | モーリー・ロバートソン          |
| 超 第1回 （通算第7回）  | 2017年6月28日 水曜日 19:00 - 21:48   | くりぃむVS林修!超クイズサバイバー                                                    | 芸能人チーム   | 飯尾和樹 （ずん）               |
| 超 第2回 （通算第8回）  | 2017年12月31日 日曜日 18:00 - 翌1:00 | くりぃむvs林修!超クイズサバイバー2017 伝説クイズ王と年越しバトル 厳選200問スペシャル | 芸能人チーム   | UZI                             |
| 超 第3回 （通算第9回）  | 2018年6月21日 木曜日 19:00 - 21:48   | くりぃむVS林修!超クイズサバイバー 最強クイズ王と100問バトル 2018夏                   | クイズ王チーム |                                 |
| 超 第4回 （通算第10回） | 2018年12月20日 木曜日 19:00 - 21:48  | くりぃむ VS 林修!負けたら即帰宅! 超クイズサバイバー2018 3時間SP                      | 芸能人チーム   |                                 |